# World Series of Poker 1970
Le World Series of Poker 1970 furono la prima edizione della manifestazione. Si tennero l'8 maggio 1970 presso il casinò Binion's Horseshoe di Las Vegas.
A differenza delle successive edizioni, disputate con una modalità freeze-out, il torneo del 1970 fu deciso dal voto dei giocatori. Jack Binion, figlio di Benny Binion, invitò i sette migliori giocatori d'America a giocare al casinò Binion's Horseshoe di Las Vegas.

## Partecipanti
I partecipanti alla prima edizione furono:
- Johnny Moss
- Amarillo Slim
- Sailor Roberts
- Doyle Brunson
- Puggy Pearson
- Crandell Addington
- Carl Cannon

## Formula
Secondo la formula adottata nel torneo, i sette giocatori avrebbero dovuto confrontarsi con la modalità del cash game in più specialità del poker: 5 card stud, Deuce to seven low-ball draw, Razz, Seven card stud e Texas hold 'em. Alla fine i contendenti avrebbero votato il miglior giocatore del torneo.

## Vincitore
Per eleggere il vincitore furono necessarie due votazioni. Nella prima, in cui si chiese ai giocatori di votare per il miglior giocatore del torneo, ciascun giocatore votò per se stesso. Fu chiesto allora di votare il secondo miglior giocatore del torneo: e a prevalere fu Johnny Moss, che diventò così il primo campione del mondo.
Il campione texano non portò a casa alcun premio in denaro per la sua vittoria, ma unicamente una coppa d'argento.